# Steinar Hoen
Steinar Breidsvoll Hoen (* 8. února 1971, Oslo) je bývalý norský sportovec, atlet, který se věnoval skoku do výšky. V roce 1994 se stal v Helsinkách mistrem Evropy. Ve sbírce má také bronzovou medaili z halového mistrovství Evropy 1996.
Reprezentoval na letních olympijských hrách v Barceloně 1992, kde však jeho cesta skončila v kvalifikaci. O čtyři roky později na olympiádě v Atlantě se umístil s výkonem 232 cm na celkovém pátém místě. Dvakrát skončil těsně pod stupni vítězů na mistrovství světa. V roce 1995 hostil světový šampionát v atletice švédský Göteborg, kde se umístil společně s Britem Stevem Smithem na čtvrtém místě. Na děleném čtvrtém místě skončil i o dva roky později na MS v Athénách, když stejný zápis měl i Brit Dalton Grant. Čtvrtý skončil také na halovém mistrovství Evropy v roce 1994 v Paříži na halovém MS 1995 v Barceloně.

## Osobní rekordy
- hala – 236 cm – 12. února 1994, Balingen – národní rekord
- venku – 236 cm – 1. července 1997, Oslo – národní rekord

## Domácí tituly
- skok do výšky (hala) – (2x – 1992, 1993)
- skok do výšky (venku) – (7x – 1991, 1993, 1994, 1995, 1996, 1997, 1998)